# Lars Fruergaard Jørgensen
Lars Fruergaard Jørgensen, född 29 november 1966 i  Skals i nuvarande Viborgs kommun, är en dansk affärsman och verkställande direktör för Novo Nordisk sedan januari 2017.
Jørgensen gick i gymnasiet i Vejle och har en Master of Business Administration och finans från Århus Business School. Efter examen år 1991 började han som ekonom på Novo Nordisk.
År 2001 utnämndes han till vicepresident med ansvar för finans och IT i Japan och Oceanien och flyttade till Tokyo med familjen. Han återvände till Danmark tre år senare och fick ansvar för IT och Corporate Development. 
I januari 2013 utnämndes han till vice koncernchef med ansvar för kvalitetsfrågor och året efter utnämndes han till personalchef.
Jørgensen har utsetts till "Årets ledare" i Danmark och år 2023 utsågs han till "Årets person" av tidskriften Financial Times.

## Utmärkelser
- 2019: Dannebrogorden[5]
- 2020: Årets ledare[6]
- 2023: Person of the Year, Financial Times.[4]